# Trường Trung học Allen (Allen, Texas)
Trường Trung học Allen là một trường trung học công lập nằm trong thành phố Allen, tiểu bang Texas. Trường được thành lập năm 1999, đây là trường trung học duy nhất của học khu Allen Independent School District Với số lượng học sinh hơn 5.000 em đã góp phần làm cho ngôi trường này trở thành một trong những ngôi trường lớn và chất lượng nhất của toàn tiểu bang Texas.
Đa số các học sinh của trường trung học Allen đều sống tại thành phố Allen. Nhưng đến năm 2006, nhiều học sinh từ hai thành phố Lucas và Fairview cũng chọn ngôi trường cấp ba này là nơi lý tưởng để hoàn thành học vấn cấp.

### Lịch sử Hình Thành
Trường trung học Allen được thành lập đầu tiên năm 1959 trên một mảnh đất thuộc góc đường Jupiter và Main do ông Harris Brown quyên góp cho chính phủ. Đến tháng Tám năm 1999, trường đã đón nhận hơn 2.200 em học sinh từ lớp 10-12. Dựa vào lợi thế đó, sáng lập viên của trường đã biến đổi nơi này trở thành Trung tâm Becky Lowery Dành Riêng Cho Các Em Học Sinh Lớp 9 (tiếng Anh: The Becky Lowery Freshman Center)). Họ cũng thành lập lại ngôi trường này tại một địa điểm mới dành cho các em học sinh từ lớp 10-12.

### Địa Điểm
Giờ đây trường trung học Allen đã có hai trụ sở như sau:
- Trụ sở dành cho các em lớp 9: 601 E. Main St. Allen, TX 75002
- Trụ sở chính dành cho các em lớp 10-12: 300 Rivercrest Blvd. Allen, TX 75002

### Thời Khóa Biểu
Các em học sinh được phép chọn một trong hai loại giờ học sao cho thích hợp: 8:15 AM – 2:35 PM hoặc 9:15 AM – 3:35 PM
Trường trung học Allen quy định hai thời khóa biểu bao gồm ngày A và ngày B được thống nhất như sau:
- Các em chọn giờ học từ 8:15 sáng đến 2:35 chiều:

Ngày A: Học từ tiết một cho đến tiết ba như trên thời khóa biểu. Ngày B: Học từ tiết bốn cho đến tiếp sáu như trên thời khóa biểu.
- Các em chọn giờ học từ 9:15 sáng đến 3:35 chiều:

Ngày A: Học từ tiết hai đến tiết bốn như trên thời khóa biểu. Ngày B: Học từ tiết năm đến tiết bảy như trên thời khóa biểu.

### Thể thao
Trường trung học Allen cung cấp nhiều loại hình thể dục, thể thao. Gồm có:
| - Bóng chày - Bowling (Tạm dịch: Lăn bóng gỗ) - Bóng rổ (Có riêng đội nam và đội nữ) - Đội Cổ Động - Cross country - Drill team (Tạm dịch: Nhóm vũ công) |  | - Bóng bầu dục - Golf - Hockey (Tạm dịch: Khúc côn cầu) - Lacrosse (Có riêng đội nam và đội nữ) - Rugby (Bóng bầu dục) - Bóng đá (Có riêng đội nam và đội nữ) |  | - Softball (Tạm dịch: Bóng chày Mỹ) - Bơi lội - Quần vợt - Chạy đua - Bóng chuyền - Đấu vật |